# Donald Chapman, Baron Northfield
William Donald Chapman, Baron Northfield, bekannt als Donald Chapman, (* 25. November 1923; † 26. April 2013) war ein britischer Politiker der Labour Party, Life Peer und Ökonom.

## Leben und Karriere
Chapman wurde am 25. November 1923 geboren. Er besuchte die Barnsley Grammar School und das Emmanuel College der University of Cambridge. Er schloss 1948 mit einem Master of Arts in Ökonomie ab.
Von 1945 bis 1947 war er Mitglied (Councillor) des Cambridge City Council. Er war von 1945 bis 1947 Sekretär (Secretary) des Cambridge Trades Council and Labour Party. Von 1949 bis 1953 war er Generalsekretär der Fabian Society. 
Von 1971 bis 1973 war er Resident Fellow beim Nuffield College. 1973 war er Visiting Fellow des Centre for Contemporary European Studies der University of Sussex.
Von 1974 bis 1980 war er Vorsitzender (Chair) der Rural Development Commission. Von 1975 bis 1987 leitete er die Telford Development Corporation. Von 1977 bis 1979 war er Vorsitzender des Northfield Committee of Enquiry into Ownership and Occupancy of Agricultural land. 1981 wurde er besonderer Berater (Special Advisor) der ECC-Commission on Environmental Policy. Von 1985 bis 1988 war er Direktor des Wembley-Stadions. Von 1985 bis 1991 war er Vorsitzender (Chairman) der Consortium Developments Ltd.

## Mitgliedschaft im House of Commons
1951 wurde er für den Wahlkreis Birmingham Northfield ins House of Commons gewählt. Seine Antrittsrede hielt er am 13. November 1951 zum Thema Regierungspolitik. Er hielt sein Mandat bis 1970. Sein Nachfolger im Wahlkreis wurde Raymond Carter.

## Mitgliedschaft im House of Lords
Chapman wurde am 20. Januar 1976 zum Life Peer als Baron Northfield, of Telford in the County of Shropshire ernannt. Die offizielle Einführung ins House of Lords erfolgte am 27. Januar 1976 mit der Unterstützung von Malcolm Shepherd, 2. Baron Shepherd und David Kenworthy, 11. Baron Strabolgi. Seine Antrittsrede hielt er am 17. März 1976. Auch in den folgenden Jahren sprach er dort regelmäßig.
Zuletzt meldete er sich am 6. Februar 2001 zu Wort. An einer Abstimmung nahm er zuletzt am 19. Oktober 2004 teil.
Ab Ende der 1990er nahm er nur noch selten an Sitzungstagen teil. Seine Anwesenheit ließ nach 2001 noch weiter nach. In der Sitzungsperiode 2004/2005 nahm er zuletzt an Sitzungen teil. Seit dem 14. Juni 2010 war er durch einen vom House of Lords vergebenen Leave of Absence beurlaubt.